# Ockham
Ockham – wieś w Anglii, w hrabstwie Surrey, w dystrykcie Guildford. Leży 33 km na południowy zachód od centrum Londynu. Miejscowość liczy 384 mieszkańców.
Wieś słynie z tego, iż jest domniemanym miejscem urodzin Williama Ockhama.